# Wolfgang Scholz (Feuerwehrmann)

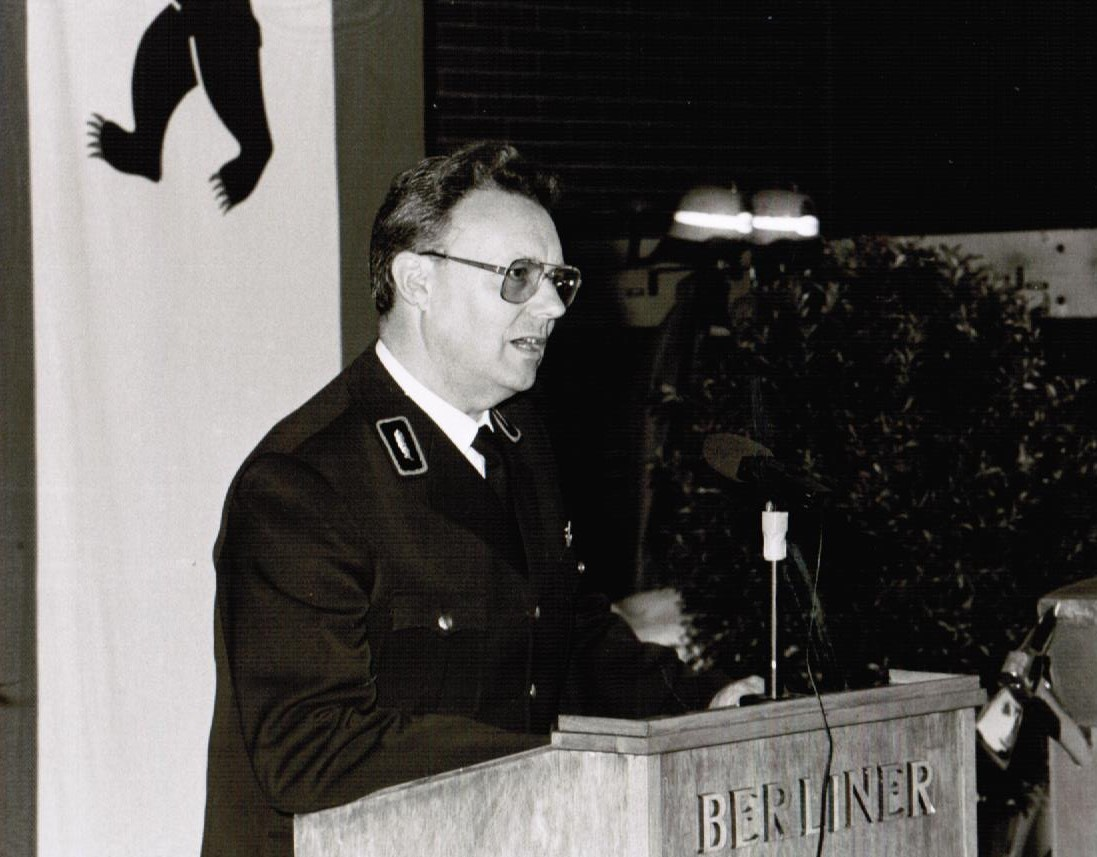
Wolfgang Scholz (1985)

Wolfgang Scholz (* 23. Juli 1932 in Berlin; † 19. August 2021 ebenda) war ein deutscher Diplom-Ingenieur und Feuerwehrmann. Er war von 1989 bis 1992 als Landesbranddirektor Leiter der Berliner Feuerwehr. In seine Amtszeit fielen der Mauerfall, die deutsche Wiedervereinigung und die Zusammenführung der beiden Feuerwehren Berlins.

## Frühe Jahre
Wolfgang Scholz wurde als zweites Kind eines Lehrer-Ehepaares in der Berliner Ortslage Tegelort geboren. Die ältere Schwester starb 1936.
Ab Frühjahr 1939 besuchte Scholz die damalige 22. Volksschule und wechselte 1943, inmitten des Zweiten Weltkrieges, an das Humboldt-Gymnasium in Berlin-Tegel. Dieses wurde jedoch noch im Sommer mit den anderen Berliner Schulen wegen der steten Luftangriffe geschlossen und die Kinder letztlich aus Berlin evakuiert.
Scholz zog zur Großmutter nach Buckow in der Märkischen Schweiz und war ab Herbst 1943 Außenschüler an der Internats-Oberschule in Waldsieversdorf. Wegen der sich nähernden Ostfront kam er Ende 1943 wieder nach Berlin, wo jedoch kein Schulbetrieb mehr stattfand.
Nachdem die ersten sowjetischen Einheiten im April 1945 Berlin einnahmen, harrte die Familie in Tegelort aus und wartete das Kriegsende ab.
Bereits im Juni 1945 wurde in Berlin der Schulbetrieb wieder aufgenommen, sodass Wolfgang Scholz an das Humboldt-Gymnasium zurückkehren konnte. 1951 legte er dort das Abitur ab.
Im Anschluss begann er bei der Firma Borsig eine Lehre als Maschinenschlosser, die er jedoch abbrach, nachdem er 1952 die Zulassung zum Studium an der Technischen Universität Berlin erhielt.
Scholz begann ein Studium in der Fachrichtung Allgemeiner Maschinenbau und wechselte 1956 in die Fachrichtung Wirtschaftsingenieurwesen.
1959 erlangte er nach seinem Abschlussexamen den akademischen Grad des Diplom-Ingenieurs.

## Werdegang
Wolfgang Scholz trat bereits 1948 als Schüler der Freiwilligen Feuerwehr Tegelort bei. 1957 wurde er mit 25 Jahren erstmals zum Wehrführer gewählt.
Im März 1960, nach Abschluss seines Studiums, wurde Scholz nach erfolgreicher Bewerbung als Brandreferendar bei der Berliner Feuerwehr eingestellt. Im Anschluss absolvierte er den Vorbereitungsdienst für den höheren feuerwehrtechnischen Dienst, den er bei den Feuerwehren in Berlin, Duisburg, Nürnberg und Bremen sowie beim Bayerischen Landesamt für Katastrophenschutz in München ableistete.
1962 schloss er seine Ausbildung mit dem Staatsexamen an der nordrhein-westfälischen Landesfeuerwehrschule in Münster ab und wurde schließlich als Brandassesor bei der Berliner Feuerwehr eingestellt.
Nach seinen ersten Verwendungen als Führungskraft bei den damaligen Abteilungen I, II und IV wurde Scholz zum Brandrat ernannt.
1965 wurde er zum Brandoberrat befördert und übernahm die Leitung der Abteilung III (Fahrzeuge und Geräte). 1968 erfolgte die Ernennung zum Branddirektor.
Ab 1970 rückte er in die Position eines Referatsleiters der Abteilung I (Personal und Einsatzdienst), ehe er drei Jahre später deren Leitung übernahm. Zugleich wurde Scholz zum Leitenden Branddirektor befördert. Im neuen Amt nahm er ab 1971 auch die Stelle des stellvertretenden Landesbranddirektors ein.

### Leiter der Berliner Feuerwehr (1989–1992)
Mit Ablauf des Jahres 1988 trat der bisherige Feuerwehrchef Kurt-Werner Seidel aus gesundheitlichen Gründen in den vorzeitigen Ruhestand.
Auf Vorschlag von Innensenator Erich Pätzold wurde Scholz exakt zum Jahresbeginn 1989 zum Landesbranddirektor ernannt und somit als neuer Behördenleiter eingesetzt. Im Geiste Seidels fördert er die technische Entwicklung der Feuerwehr-Leitstelle weiter und sorgte für die Einführung des Unterstützungsprogramms FELSY.
Zudem plante er, die Berliner Feuerwehr zur Bewältigung von Umwelteinsätzen besser auszustatten und auch Teile der persönlichen Schutzausrüstung seiner Feuerwehrleute zu erneuern. Insbesondere wollte Scholz neue Kammgarn-Schutzanzüge, Lederjacken und Helme nach französischem Vorbild beschaffen lassen. Einen Namen machte sich Scholz vor allem wegen seiner Verhandlungen mit DDR-Behörden über feuerwehrbezogene Sicherheitsfragen, aus denen auch die Einführung von Wasser-Unfall-Meldern hervorging.

#### Erster Landesbranddirektor für Gesamt-Berlin
Nahezu alle seiner ursprünglichen Vorhaben konnte Wolfgang Scholz jedoch nicht umsetzen, da auch die Berliner Feuerwehr 1989 durch die geschichtliche Entwicklung überrannt wurde.
Am 9. November öffnete die DDR ihre Grenzen. Am selben Abend hielt sich Scholz bei einer Dienstbesprechung Berliner Behördenleiter auf und wurde durch seinen Fahrer über die Entwicklung in Kenntnis gesetzt. Schließlich wurde die Maueröffnung auch durch Brandoberrat Albrecht Broemme bestätigt, der an diesem Abend diensthabender Leiter des Lagendienstes der Berliner Feuerwehr war.
Zu diesem Zeitpunkt und auch in den nachfolgenden Wochen, war die weitere politische Entwicklung nicht absehbar. Innerhalb der Freiwilligen Feuerwehren Ost- und West-Berlins gab es auf private Initiativen hin bereits zeitnah erste Kontakte. Offizielle Treffen zwischen den beiden Feuerwehren blieben aber zunächst aus.
Am 13. Dezember 1989 gab es einen ersten privaten Kontakt zwischen Wolfgang Scholz und seinem Ost-Berliner Amtskollegen Horst Meier, der zu diesem Zeitpunkt noch den Rang Oberst der Volkspolizei führte. Beide Feuerwehrchefs trafen sich auf Initiative von Freiwilligen Feuerwehren erstmals in einem Dienstgebäude des Deutschen Roten Kreuzes im damaligen West-Berliner Bezirk Wilmersdorf.
Im Rahmen dieses persönlichen Kennenlernens wurde auch vereinbart, die im September 1966 gekappte Kommunikations- und Fernschreibverbindung zwischen den beiden Feuerwehren Berlins wieder in Betrieb zu nehmen. Hierzu wurde der Ost-Wehr auf Weisung von Wolfgang Scholz am 22. Dezember 1989 am Grenzübergang Invalidenstraße ein 100-Kanal-Funkgerät übergeben, das paradoxer Weise erstmals zur Übermittlung von Weihnachtsgrüßen genutzt wurde. Fortan war die drahtlose Verbindung zwischen den beiden Leitstellen wiederhergestellt.
Wolfgang Scholz traf sich nunmehr regelmäßig mit Meier, der die Ost-Berliner Feuerwehr seit November 1970 führte. Das erste offizielle Treffen erfolgte am 5. Januar 1990 in Ost-Berlin.
Für Scholz war zwar erst ab Frühsommer 1990 absehbar, dass es zur Wiedervereinigung kommen könnte, dennoch drängte er schon vorher auf eine Angleichung der Ost-Berliner Feuerwehr an den westlichen Standard.
Meier trat der Entwicklung zunächst ablehnend entgegen und sprach sich insbesondere gegen die Herauslösung der Feuerwehr aus der Volkspolizei aus. Doch Ende Februar 1990 teilte Meier dem Landesbranddirektor offiziell mit, dass die Ausgliederung zum 1. April 1990 vollzogen wird.
Zudem wurden bei der Ost-Wehr die Strukturen der West-Berliner Feuerwehr übernommen und auch Angleichungen bei Uniformen, Fahrzeugkennzeichnungen sowie Amtsbezeichnungen im Mai 1990 umgesetzt.
Der zum Branddirektor ernannte Horst Meier verließ die Feuerwehr auf eigenen Wunsch im Juni 1990. Als Ansprechpartner von Scholz agierte nun der neue und letzte Ost-Berliner Feuerwehrchef Oberbrandrat Manfred Schäfer. Gegenüber Schäfer, der als einziger Ost-Berliner Feuerwehrchef durch eine demokratisch legitimierte Regierung eingesetzt wurde, verdeutlichte Scholz sein Anliegen, das West-Berliner Modell auf die Ost-Feuerwehr zügig auszuweiten, um den späteren Einigungsprozess innerhalb der Behörde zu beschleunigen.
Schäfer nahm sich dieser Herausforderung trotz seiner absehbar kurzen Amtszeit an und vollendete den Aufbau der neuen Brandschutzdirektion Ost, die noch über zehn Berufswachen und über Tausend Beschäftigte verfügte.
Im Rahmen einer kleinen Feierstunde auf der Ost-Berliner Feuerwache Mitte übergab Schäfer mit der Wiedervereinigung am 3. Oktober 1990 seine Behörde formal an Wolfgang Scholz. Er wurde somit der erste gesamtberliner Feuerwehrchef seit Kriegsende. Schäfer selbst übernahm später die Leitung der neu geschaffenen Direktion Nord.
Mit Vollendung der Deutschen Einheit stand Scholz vor großen Herausforderungen, die bislang beispiellos in der Geschichte der Berliner Feuerwehr waren.
Zwar hatte er als Landesbranddirektor einen plötzlichen Personalzuwachs von 2.300 Beschäftigten zu verzeichnen, dennoch mussten sich die meisten von ihnen zunächst den Sicherheitsüberprüfungen stellen, insbesondere wegen einer möglichen Tätigkeit für den Staatssicherheitsdienst der ehemaligen DDR.
Zudem wurden zahlreiche ehemalige Ost-Berliner Feuerwehrleute in ihren Rängen zurückgestuft, weil Ausbildungen und Qualifikationen zum Teil nicht anerkannt wurden. Scholz erachtete solche Maßnahmen vor allem beim höheren Dienst für kritisch, da die Gefahr des Wegfalls von erfahrenen Führungsbeamten drohte.
Sehr rasch verschaffte sich Scholz einen Überblick über den Leistungs- und Ausstattungsbestand der einstigen Ost-Berliner Wehr. Er setzte sich von Beginn dafür ein, alle bisherigen Ost-Feuerwachen und auch die Freiwilligen Feuerwehren weiter bestehen zu lassen.
Für Wolfgang Scholz stand vor allem die Problemstellung im Rettungsdienst im Fokus. In der DDR und somit auch in Ost-Berlin wurde dieser grundsätzlich durch das eigenständige Rettungsamt bedient und lag daher nicht im Aufgabenbereich der Feuerwehr.
Im Westteil der Stadt stellte das Rettungswesen aber bereits seit 1969, nachdem das Rettungsamt West unter der Verantwortung des damaligen Landesbranddirektors Heinz Hoene in die Behörde integriert wurde, eine Kernaufgabe der Berliner Feuerwehr dar. Zudem wurden Ablauf, Ausstattung und Aufgaben des Rettungsdienstes erst in den 1980er Jahren unter Kurt-Werner Seidel erheblich ausgebaut und modernisiert.
Politisch gewollt, blieb das Rettungsamt aber in den Ost-Bezirken der Stadt auch nach der Wiedervereinigung zunächst eigenständig.
Zu dessen Zukunft wurde Scholz, der sich hartnäckig für die Eingliederung in die Feuerwehr aussprach, mehrfach gehört. Letztlich setzte sich der Landesbranddirektor durch. Am 1. Juli 1991 wurde das Rettungsamt ersatzlos aufgelöst und das Personal, die Liegenschaften und die Fahrzeuge in die Berliner Feuerwehr integriert.
Mit Stand zum 31. Dezember 1991 wies die Berliner Feuerwehr einen Rekordstand von fast 7.000 Beschäftigten auf.
Das bisherige Rettungsamt untermauerte für Scholz auch eine weitere negative Auswirkung. Die ehemals geteilte Stadt verfügte noch immer über zwei getrennte Feuerwehr-Leitstellen. Da das vormalige Rettungsamt über die damalige Notrufnummer 115 alarmiert wurde, bestanden ursprünglich sogar drei Leitstellen sowie zwei Notrufnummern, die wiederum getrennt aufliefen, ein für Scholz nicht haltbarer Umstand.
Es gehört zu seinen großen Erfolgen, die verbliebenen beiden Feuerwehr-Leitstellen zügig am Standort in Charlottenburg-Nord in einer Zentrale zu bündeln, in der auch der Notruf 112 für die gesamte Stadt auflief.
Scholz, der auch als Landesbranddirektor noch immer Angehöriger der Freiwilligen Feuerwehr Tegelort war, widmete sich auch den Problemen der Ehrenamtlichen seiner Behörde, was sich in einigen Bereichen problematischer darstellte als bei der Berufsfeuerwehr. Erst zum 1. Januar 1991 konnten die Freiwilligen Feuerwehren des ehemaligen Ost-Berlins in die Behörde vollständig integriert werden.
Somit war der tatsächliche Prozess der Zusammenführung bei der Berliner Feuerwehr erst weit nach dem 3. Oktober 1990 vollzogen, nachdem die Kernaufgaben Brandbekämpfung, Technische Hilfeleistung und Rettungsdienst mit den Zweigen der Berufs- und der Freiwilligen Feuerwehr letztlich unter einem Dach gebündelt wurden.
Eine vollständige Angleichung innerhalb der Berliner Feuerwehr, insbesondere bei den Qualifikationen und Besoldungen, wurde allerdings erst 2007 erreicht.
Wolfgang Scholz trat mit Ablauf des Juli 1992 in den Ruhestand und wurde als Landesbranddirektor mit einem feierlichen Akt durch Innensenator Dieter Heckelmann verabschiedet. Gleichzeitig wurde er als Mitglied der Freiwilligen Feuerwehr Tegelort, der er 1948 als Schüler beitrat, verabschiedet und in deren Ehrenabteilung aufgenommen.
Für seine Verdienste um den Zusammenführungsprozess der Berliner Feuerwehr wurde Scholz im Oktober 1992 mit dem Verdienstkreuz am Bande ausgezeichnet.
Im Amt des Landesbranddirektors folgte ihm im August 1992 Albrecht Broemme nach.

## Privates
Wolfgang Scholz war seit Mai 1963 mit seiner Ehefrau Brigitte († 2018) verheiratet. Aus der Ehe gingen eine Tochter und ein Sohn hervor. Letzterer ist ebenfalls bei der Berufsfeuerwehr tätig und zudem Mitglied der Freiwilligen Feuerwehr Tegelort. Dort hat er, als einer der Nachfolger seines Vaters, nunmehr selbst das Amt des Wehrleiters inne.
Seinen Lebensabend verbrachte der frühere Landesbranddirektor mit seiner Familie im Ortsteil Tegelort. Wolfgang Scholz starb im August 2021 nach schwerer Krankheit im Alter von 89 Jahren.

## Publikationen
- Heinz Gläser, Wolfgang Scholz: Wasser marsch in Ost-Berlin. Teltower Stadt-Blatt, 2012, ISBN 978-3-9815085-0-5.

## Auszeichnungen
- Deutsches Feuerwehr-Ehrenkreuz in Gold (1975)
- Verdienstzeichen des Österreichischen Bundesfeuerwehrverbandes in Silber (1975)
- Ehrennadel der Deutschen Jugendfeuerwehr in Silber (1991)
- Verdienstkreuz am Bande des Verdienstordens der Bundesrepublik Deutschland (1992)
- Ehrenzeichen des Landesverband der Freiwilligen Feuerwehren Berlins in Silber (2001)